# 시오카와 마사주로

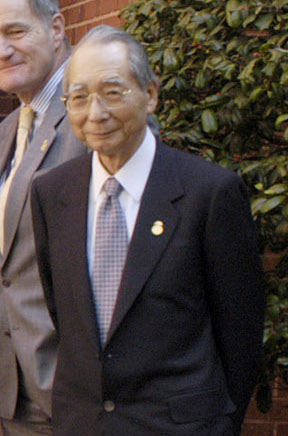
시오카와 마사주로

시오카와 마사주로(일본어: 塩川 正十郎, 1921년 10월 13일 ~ 2015년 9월 19일)는 일본의 정치인으로, 전 자유민주당 소속 중의원 의원이었다.
운수대신, 문부대신, 내각관방장관, 자치대신, 국가공안위원회 위원장, 재무대신 등을 지냈으며, 2010년 8월 자유국민회의 대표 (自由国民会議代表), 도요 대학 총장, 재단법인 간사이 기원 (関西棋院) 이사장을 맡았다.

## 같이 보기
- 아베 신타로
- 아베파 사천왕
- 간사이 기원

| 전임 미야자와 기이치 | 제2대 재무대신 2001년 1월 6일 ~ 2002년 9월 30일 | 후임 다니가키 사다카즈 |